# Nielseniella maderensis
Nielseniella maderensis är en tvåvingeart som först beskrevs av Satchell 1955.  Nielseniella maderensis ingår i släktet Nielseniella och familjen fjärilsmyggor.
Artens utbredningsområde är Madeira. Inga underarter finns listade i Catalogue of Life.